# Destiny (中山美穂の映像作品)
『Destiny』（デスティニー）は、中山美穂のシングルビデオ。1990年12月21日にキングレコードからリリースされた。

## 概要
表題曲は、元々1989年9月に発売されたアルバム『Hide'n' Seek』に収録されていた楽曲。本作は同月5日に発売されたビデオ・クリップ集『LOVE SUPREME Miho Nakayama Selection '90』より、「Destiny」をカットした1曲入りシングル・ビデオ。
2003年に発売された『Miho Nakayama Complete DVD BOX』にも収録されている。

## 収録曲
1. Destiny
作詞・作曲：Cindy / 編曲：鳥山雄司